# Isao Homma
Isao Homma (本間 勲, Homma Isao) est un footballeur japonais né le 19 avril 1981. Il est milieu de terrain.

## Palmarès
- Champion de J-League 2 en 2003 avec l'Albirex Niigata